# Hegel Morhy
Hegel Morhy (Manaus, 3 de novembro de 1925) é um político brasileiro.
Com ascendência anglo-libanesa, é filho de Omar Abdon Morhy e de Pedrina Hayden Morhy. Casou com Neida Nicolau Morhy.
Foi eleito suplente de deputado federal pelo Partido Social Progressista (PSP) nas eleições de outubro de 1962. Assumiu uma cadeira na Câmara dos Deputados em julho de 1964, depois da eclosão do movimento político-militar. Com a extinção dos partidos políticos pelo Ato Institucional Número Dois, em 1965, e a instauração do bipartidarismo, filiou-se à Aliança Renovadora Nacional (Arena). Encerrou seu mandato em janeiro de 1967.